# Sjätte miljöhandlingsprogrammet
Sjätte miljöhandlingsprogrammet är Europaparlamentets och Europeiska unionens råds beslut nr 1600/2002/EG av den 22 juli 2002 om fastställande av gemenskapens sjätte miljöhandlingsprogram som gäller inom EU för tiden 2002 - 2012.

## Mål
Programmet lägger fast vilka mål som EU ska prioritera i sin miljöpolitik och vilken inriktning arbetet ska ha för att uppfylla målen.

## Områden
Fyra områden har prioriterats
- klimatförändringar
- natur och biologisk mångfald
- miljö och hälsa samt livskvalitet
- naturresurser och avfall

## Halvtidsöversyn
En halvtidsöversyn av gemenskapens sjätte miljöhandlingsprogram har genomförts 2007.
Kritik mot genomförandet och för att det försenats framfördes vid debatt i parlamentet den 9 april 2008.
Parlamentet utfärdade sedan den 10 april 2008 en resolution och uppdrog åt talmannen att översända den till Europarådet, kommissionen och medlemsstaternas regeringar och parlament.

## Sveriges inriktning
För svensk del har Miljödepartementet identifierat ett antal delmål nämligen 
- Begränsad klimatpåverkan
- Frisk luft
- Bara naturlig försurning
- Giftfri miljö
- Skyddande ozonskikt
- Säker strålmiljö
- Ingen övergödning
- Levande sjöar och vattendrag
- Grundvatten av god kvalitet
- Hav i balans samt levande kust och skärgård
- Myllrande våtmarker
- Levande skogar
- Ett rikt odlingslandskap
- Storslagen fjällmiljö
- God bebyggd miljö [6]

Regeringen vill också att Sverige ska arbeta för en strategi för miljömärkning
inom EU. 
Sverige bör fortsätta att vara drivande i EU:s arbete med att vidareutveckla miljöledningssystemet Eco Management and Audit Scheme, EMAS, och certifierade miljövarudeklationer, enligt det internationella EPD-systemet (Environmental Product Declaration, EPD).
Naturvårdsverket ansvarar för svensk del för LIFE+, som är Europaparlamentets och rådets förordning om ett nytt finansieringsprogram för miljöprojekt som trädde i kraft 12 juni 2007. LIFE+ gäller åren 2007-2013 med en totalbudget på ca 20 miljarder kr. Budgetramen för svensk del är 80 miljoner kr per år.